# 蘇讓
苏让（?—?），字景恕，西魏武功县人。祖父苏权，北魏中书侍郎、玉门郡守。父亲苏佑，泰山郡守。其兄苏亮、苏湛。
苏让幼聪敏，好学，很有人伦鉴识。开始为本州主簿，转任别驾、武都郡守、镇远将军、金紫光禄大夫。宇文泰为丞相，任用他为府属，非常被亲待。出为卫将军、南汾州刺史。治理地方有善政。在官任上去世。追赠车骑大将军、仪同三司、泾州刺史。 